# McLaren MP4-18
Vous lisez un « article de qualité » labellisé en 2020.
Chronologie des modèles (2003)
McLaren MP4-17
McLaren MP4-17D McLaren MP4-19
La McLaren MP4-18, également connue sous la dénomination McLaren MP4-18A, est une monoplace de Formule 1, conçue par Adrian Newey, Mike Coughlan et Neil Oatley pour l'écurie britannique McLaren Racing, qui aurait dû être engagée dans le cadre du championnat du monde de Formule 1 2003. Elle est pilotée par le Britannique David Coulthard et le Finlandais Kimi Räikkönen mais aussi par les pilotes-essayeurs de l'équipe, l'Autrichien Alexander Wurz et l'Espagnol Pedro de la Rosa. 
Afin de parfaire son développement, la MP4-18 doit faire son entrée en compétition lors du Grand Prix de Saint-Marin 2003, troisième manche de la saison. Entretemps, McLaren engage la McLaren MP4-17D, une profonde évolution de la McLaren MP4-17 de 2002. Les deux victoires obtenues par Coulthard et Räikkönen lors des deux premières manches du championnat poussent alors Ron Dennis, le président de McLaren, à reporter le lancement de la nouvelle voiture pour le Grand Prix du Canada 2003, huitième épreuve de la saison.
Discrètement présentée le 20 mai 2003, la MP4-18 est décrite par ses concepteurs comme révolutionnaire et au concept extrême. Elle se distingue par des pontons étroits, une partie arrière fine et un museau bas très fin, jetant ainsi les bases de nouveaux standards aérodynamiques. Pourtant, ces pontons entravent le refroidissement du moteur V10 Mercedes-Benz FO 110P, entraînant de nombreux problèmes de fiabilité lors des essais. En outre, les accidents successifs de Räikkönen et de Wurz, ainsi qu'un échec lors du crash test d'homologation de la Fédération internationale de l'automobile contraignent McLaren à reporter l'arrivée de la MP4-18 au Grand Prix de Grande-Bretagne puis au Grand Prix d'Italie, en fin de saison.
Finalement, la MP4-18 n'est jamais engagée en championnat : les bonnes performances de la MP4-17D permettent à Räikkönen et McLaren de lutter contre Michael Schumacher et la Scuderia Ferrari pour les titres de champion du monde des pilotes et des constructeurs. De plus, les problèmes de fiabilité de la MP4-18, malgré sa vélocité en piste, ainsi qu’un nouvel échec lors des crash tests, convainquent les dirigeants de McLaren de conserver l'ancienne voiture jusqu'à la fin de la saison. Néanmoins, la MP4-18 sert de base à la conception de la McLaren MP4-19, engagée en 2004.

## Contexte et développement

### McLaren, une écurie historique et prestigieuse en Formule 1

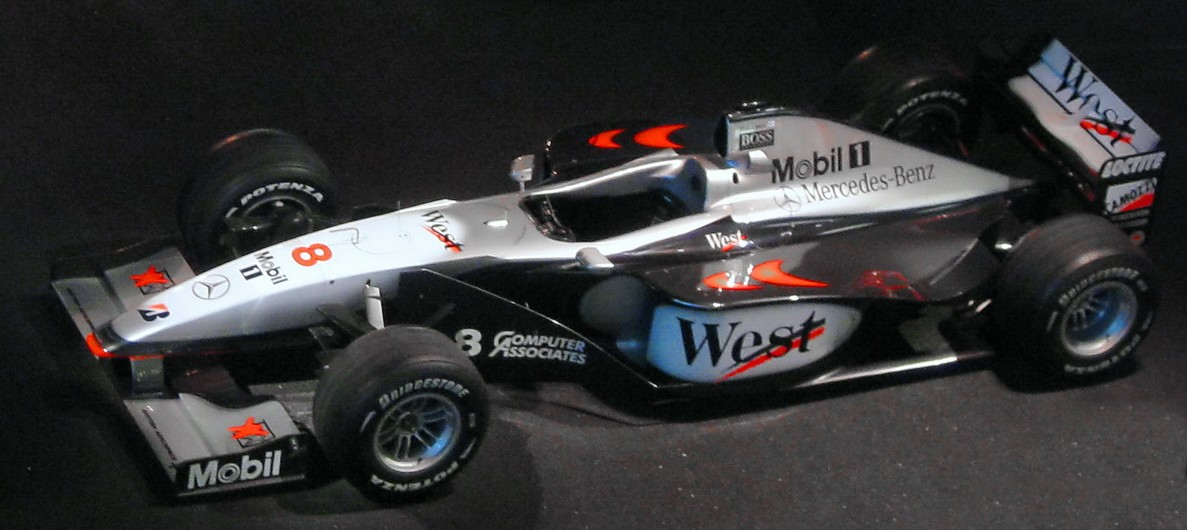
En 1998, grâce à la MP4-13, McLaren et Mika Häkkinen remportent les premiers titres pilote et constructeurs de l'écurie depuis 1991.

En 1995, l'écurie McLaren Racing, fondée par le pilote Néo-Zélandais Bruce McLaren en 1963, entame une nouvelle ère en s'associant avec le constructeur allemand Mercedes-Benz qui devient son motoriste après deux années de transition, à la fin du partenariat avec Honda, entre 1988 et 1992, d'abord avec Ford-Cosworth en 1993 puis avec Peugeot en 1994. 
En 1997, la livrée blanche et rouge des monoplaces britanniques, symbole du soutien du cigarettier Marlboro depuis 1973, est remplacée par une livrée majoritairement noire et argentée, qui rappelle les Flèches d'Argent engagées par Mercedes-Benz jusque dans les années 1950,.
En 1998, le Finlandais Mika Häkkinen remporte, au volant de la McLaren MP4-13 conçue par Adrian Newey, son premier titre de champion du monde de Formule 1 tandis que son équipier, le Britannique David Coulthard, contribue à l’obtention du huitième titre de champion du monde des constructeurs de l'histoire de McLaren,,.
L'année suivante, Häkkinen remporte son second titre mondial, le onzième titre de champion du monde des pilotes pour l'écurie britannique qui perd, cette fois-ci, le championnat du monde des constructeurs face à la Scuderia Ferrari,,. À l'issue de la saison 1999, McLaren est, en cumulant les titres de champion du monde des pilotes et des constructeurs, l'écurie la plus titrée de l'histoire de la Formule 1.

### La rivalité avec la Scuderia Ferrari au début des années2000

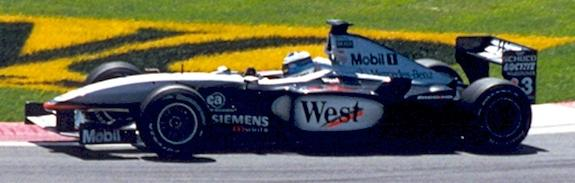
En 2001, la MP4-16, malgré ses problèmes de fiabilité, permet à David Coulthard d'être vice-champion du monde des pilotes.

En 2000, la Scuderia Ferrari s'impose comme la nouvelle écurie à battre en Formule 1 avec la conquête du titre de champion du monde des constructeurs et le titre de champion du monde des pilotes, remporté par l'Allemand Michael Schumacher ; l'écurie italienne n'avait plus remporté ce championnat depuis 1979, avec le Sud-Africain Jody Scheckter.
De son côté, McLaren Racing, avec sept victoires contre dix pour Ferrari, termine vice-championne du monde des constructeurs tandis que ses pilotes, Mika Häkkinen et David Coulthard, se classent deuxième et troisième du championnat du monde,.
L'année suivante, la domination de Ferrari et de Schumacher s'accroît : l'Allemand remporte neuf victoires et un quatrième titre mondial tandis que l'écurie italienne remporte un nouveau championnat des constructeurs. McLaren doit composer avec un moteur V10 Mercedes-Benz moins puissant que le bloc Ferrari et le moteur V10 BMW équipant les FW23 de l'écurie Williams. En outre, l'aérodynamique de la McLaren MP4-16 est moins performante que ses devancières et la monoplace connaît des problèmes de fiabilité. Néanmoins, l'équipe britannique, avec quatre victoires en Grand Prix, conserve sa deuxième place au championnat du monde des constructeurs tandis que David Coulthard devient vice-champion du monde des pilotes avec 65 points, contre 123 pour Schumacher,.
En 2002, Häkkinen, parti à la retraite, est remplacé par son compatriote Kimi Räikkönen, auteur d'une première saison impressionnante au sein de la modeste écurie Sauber. Pour autant, malgré quatre podiums acquis par le pilote finlandais et une seule victoire, obtenue par Coulthard au Grand Prix de Monaco, la McLaren MP4-17 souffre de quelques soucis de fiabilité et se montre encore moins performante que sa devancière. L'écurie britannique se classe troisième du championnat du monde des constructeurs avec 65 points et est désormais devancée par Williams, vice-championne du monde avec 95 points, loin derrière Ferrari qui s'adjuge, avec quinze victoires et neuf doublés, son quatrième titre de champion du monde des constructeurs consécutif, et le cinquième titre de champion du monde des pilotes avec Schumacher, dès la mi-saison,,.

## Création de la monoplace

### Un engagement en course retardé au début de la saison européenne

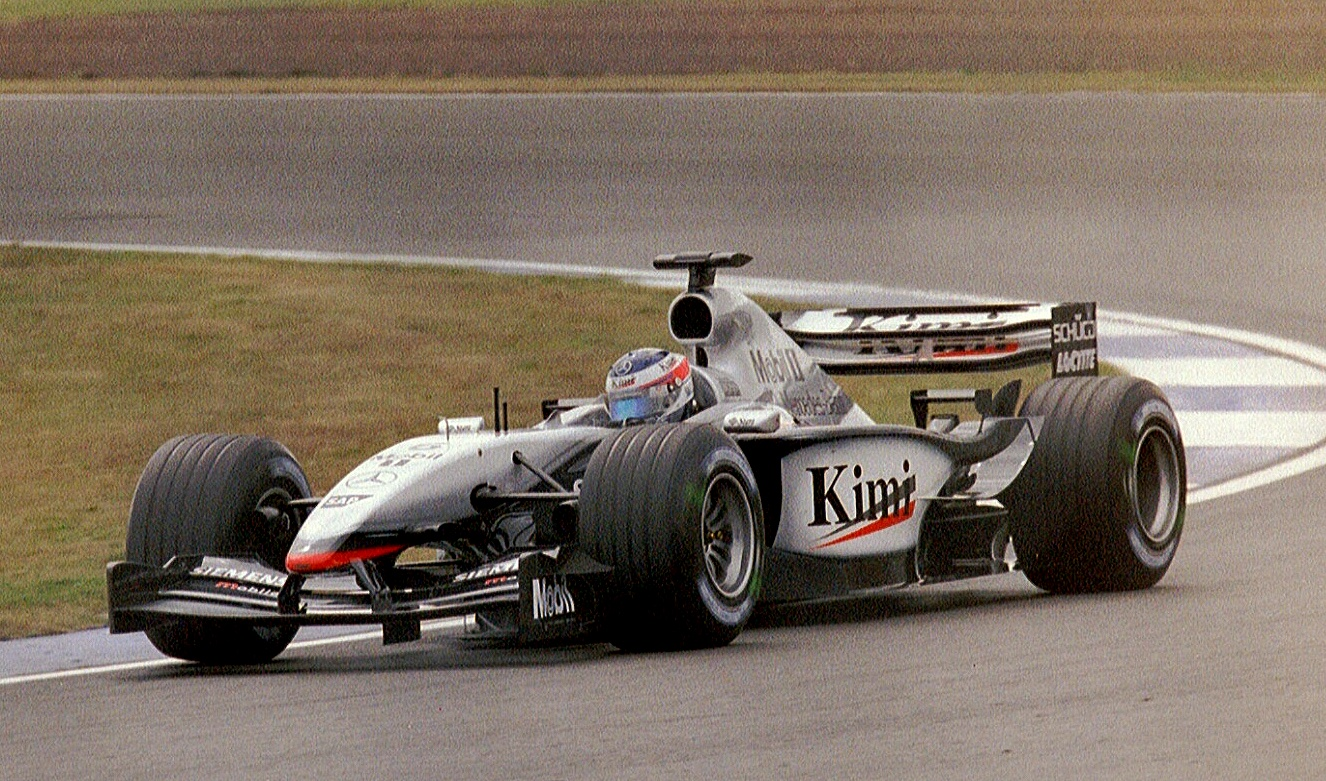
En 2003, McLaren lutte contre Ferrari pour les titres mondiaux avec la MP4-17D…

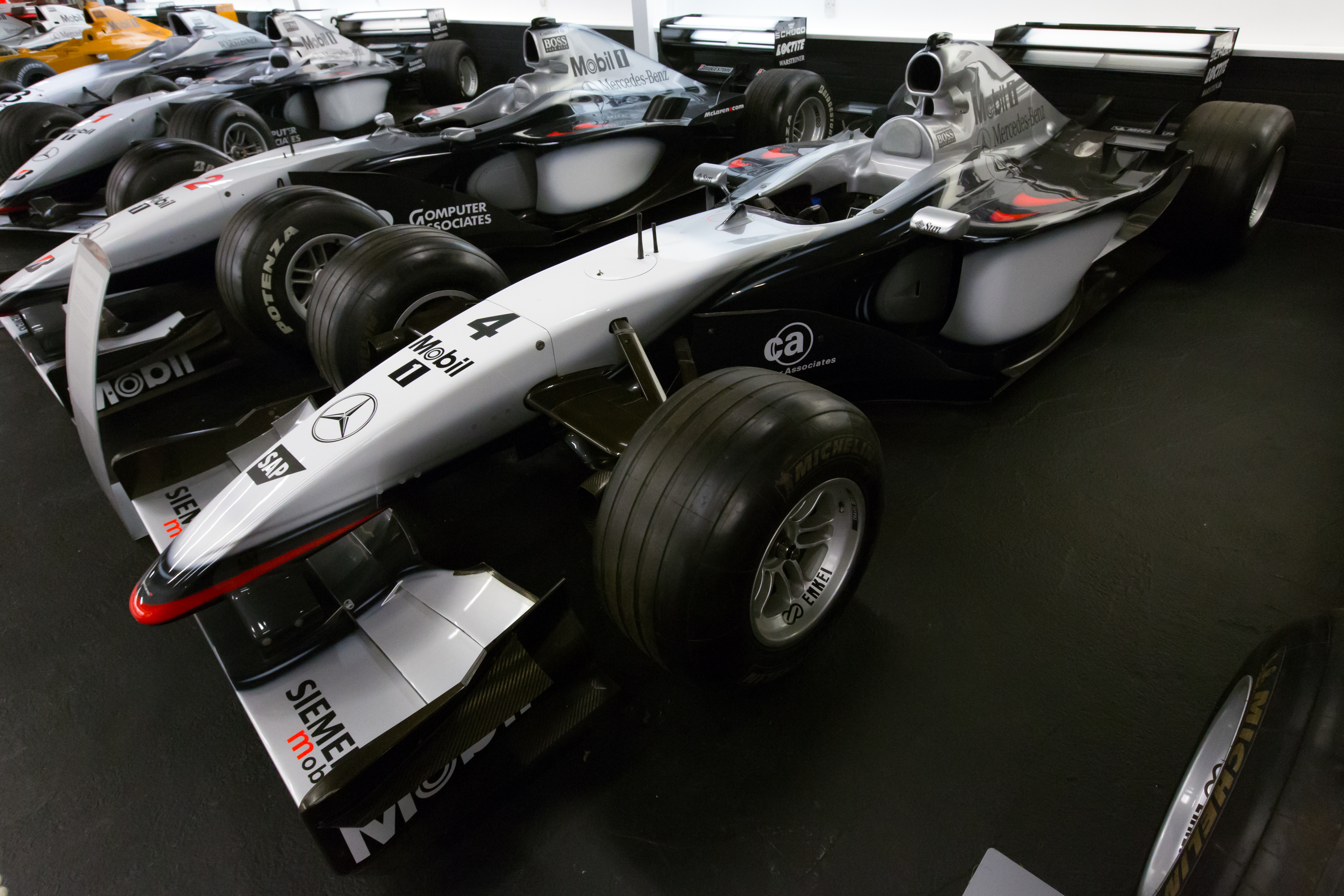
… qui est une évolution de la MP4-17 de 2002.

À la fin septembre 2002, Ron Dennis, président de McLaren Racing, révèle que son écurie compte engager une version modifiée de sa McLaren MP4-17, la MP4-17D, pour les premiers Grands Prix du championnat 2003, le temps de parfaire la fiabilité de la nouvelle MP4-18 qui sera introduite en championnat au début de la saison européenne. Cette stratégie s'inspire de celle amorcée par la Scuderia Ferrari en 2002 puisque l'écurie italienne a disputé les deux premières manches de la saison avec la Ferrari F2001 en attendant que la F2002 soit suffisamment fiable pour être engagée,.
En janvier 2003, la presse allemande suggère que la MP4-18, alors en phase de tests en soufflerie au McLaren Technology Centre, ne pourrait être engagée qu'à partir du Grand Prix d'Espagne, cinquième manche du championnat. Un porte-parole de McLaren dément ces affirmations et précise que l'objectif fixé est d'introduire la voiture pour le Grand Prix de Saint-Marin, au début de la saison européenne. Pour autant, la MP4-18 pourrait être engagée plus tôt si la MP4-17D ne donne pas satisfaction ou plus tard dans le cas contraire. Adrian Newey, directeur technique de l'écurie, décrit la MP4-18 comme « révolutionnaire » et très différente des monoplaces alignées par les autres écuries.
Début février, lors d'essais d'intersaison sur le circuit de Valence, en Espagne, McLaren teste, sur la MP4-17D, un aileron avant ondulé qui permet de mieux diriger le flux d'air vers l'arrière de la voiture dans les virages. Cet aileron est directement issu de la MP4-18.
Le début de saison de l'écurie britannique (deux victoires en deux courses) avec la McLaren MP4-17D conforte Ron Dennis dans sa volonté de ne pas « précipiter » le lancement de la MP4-18 avant le début de la saison européenne, ce dernier ne s'attendant d'ailleurs pas à ce que « la vieille voiture soit aussi compétitive »,. Néanmoins, Martin Whitmarsh annonce que la MP4-18 devrait faire ses premiers essais après le Grand Prix du Brésil et être alignée pour le Grand Prix de Saint-Marin, le 20 avril, si elle se montre fiable et plus rapide que plusieurs secondes que sa devancière,. Cependant, McLaren, qui vient, grâce à Kimi Räikkönen, d'obtenir une deuxième place lors de la manche brésilienne, annule la séance d'essais prévue et reporte le lancement de la MP4-18 au Grand Prix d'Autriche, fin mai.
Au terme de ces trois premières manches, l'écurie britannique domine le championnat du monde des constructeurs avec 39 points (13 de plus que son dauphin Renault F1 Team) tandis que Räikkönen mène le championnat du monde des pilotes avec 24 points, neuf de plus que son équipier David Coulthard, deuxième du classement.

### Un engagement prévu pour la deuxième partie du championnat?

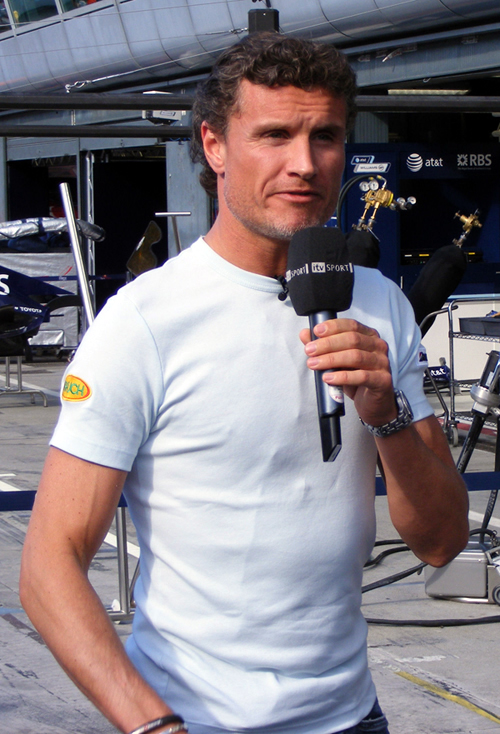
David Coulthard (ici en 2007), en difficulté au classement des pilotes, pousse McLaren à introduire rapidement en course la MP4-18.

Fin avril, Ron Dennis annonce que la MP4-18 débutera en compétition au plus tôt lors de la huitième épreuve de la saison au Grand Prix du Canada le 15 juin, au plus tard lors de la onzième manche, en Grande-Bretagne, le 20 juillet. Dennis justifie ce report à la deuxième moitié du championnat en expliquant que la MP4-18 ne pourra être alignée en course que lorsqu'elle « sera aussi fiable » que la MP4-17D ; Adrian Newey souhaite également prendre le temps de tester la voiture afin d'éliminer d'éventuels défauts techniques.
Alors que David Coulthard presse McLaren de mettre au point la nouvelle voiture afin de pouvoir lutter pour les titres pilotes et constructeurs contre Michael Schumacher et la Scuderia Ferrari qui a lancé sa Ferrari F2003-GA au Grand Prix de Saint-Marin, la MP4-18 est présentée, discrètement, le 20 mai,,.
Martin Whitmarsh déclare : « Nous croyons que cette MP4-18 représente une progression significative pour McLaren-Mercedes. Notre stratégie à long terme est de redevenir une équipe gagnante, au travers d'une grande compétitivité et fiabilité. Nous avons pu concevoir la MP4-18 en un temps record, ce qui nous a autorisé à faire appel à quelques innovations importantes tout en ménageant les risques techniques ». McLaren confirme que la MP4-18 ne sera pas alignée pour la manche monégasque, le tracé lent ne lui permettant pas de marquer sa différence avec sa devancière, ni au Grand Prix du Canada, pour des raisons logistiques. Ainsi, Whitmarsh déclare que l'engagement de la MP4-18 en course « ne s'effectuera que lorsque nous serons certains de son potentiel, quand elle aura répondu à nos attentes par rapport à la MP4/17D actuelle ». Ron Dennis estime que la MP4-17D est encore capable de rivaliser avec la F2003-GA qu'il considère comme une simple évolution de la Ferrari F2002,,.
Le président de l'écurie britannique explique que la MP4-18 symbolise une « réflexion nouvelle en termes d'attention aux détails et aux matériaux utilisés » dans la construction d'une monoplace de Formule 1, arguant que la stabilité de la réglementation technique n'impose plus, selon lui, de concevoir une nouvelle voiture pour le début de chaque saison, ce qui permet d'allonger le temps alloué à la recherche et au développement. Dans cette optique, Adrian Newey, le directeur technique de McLaren, révèle que la conception de la future MP4-19 ne commencera pas tant que la MP4-18 n'aura pas participé à son premier Grand Prix et que cette dernière sera également alignée pour les premières manches du championnat 2004.

### Aspects techniques

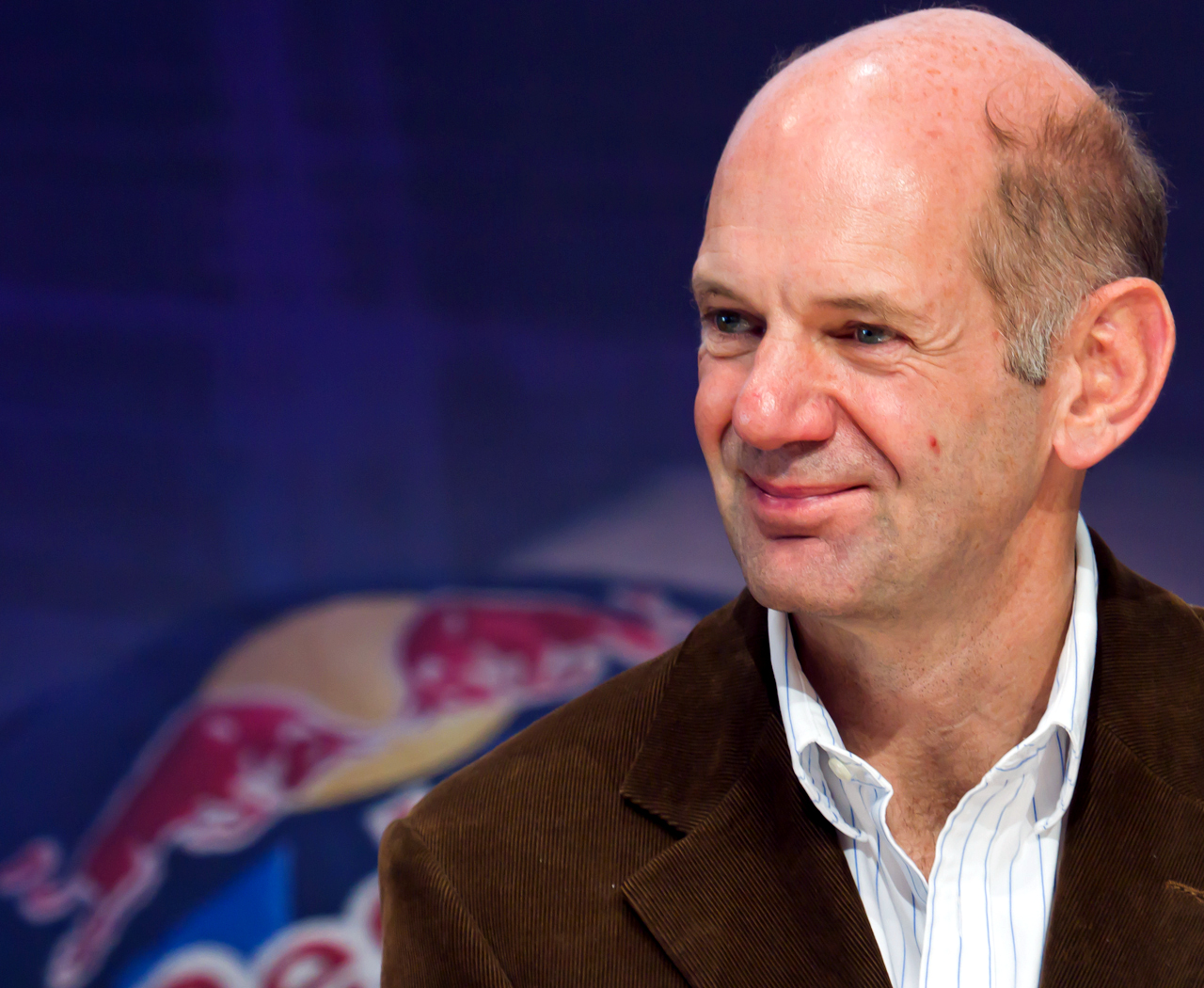
Adrian Newey (ici en 2011), le directeur technique de McLaren, est le concepteur en chef de la MP4-18.

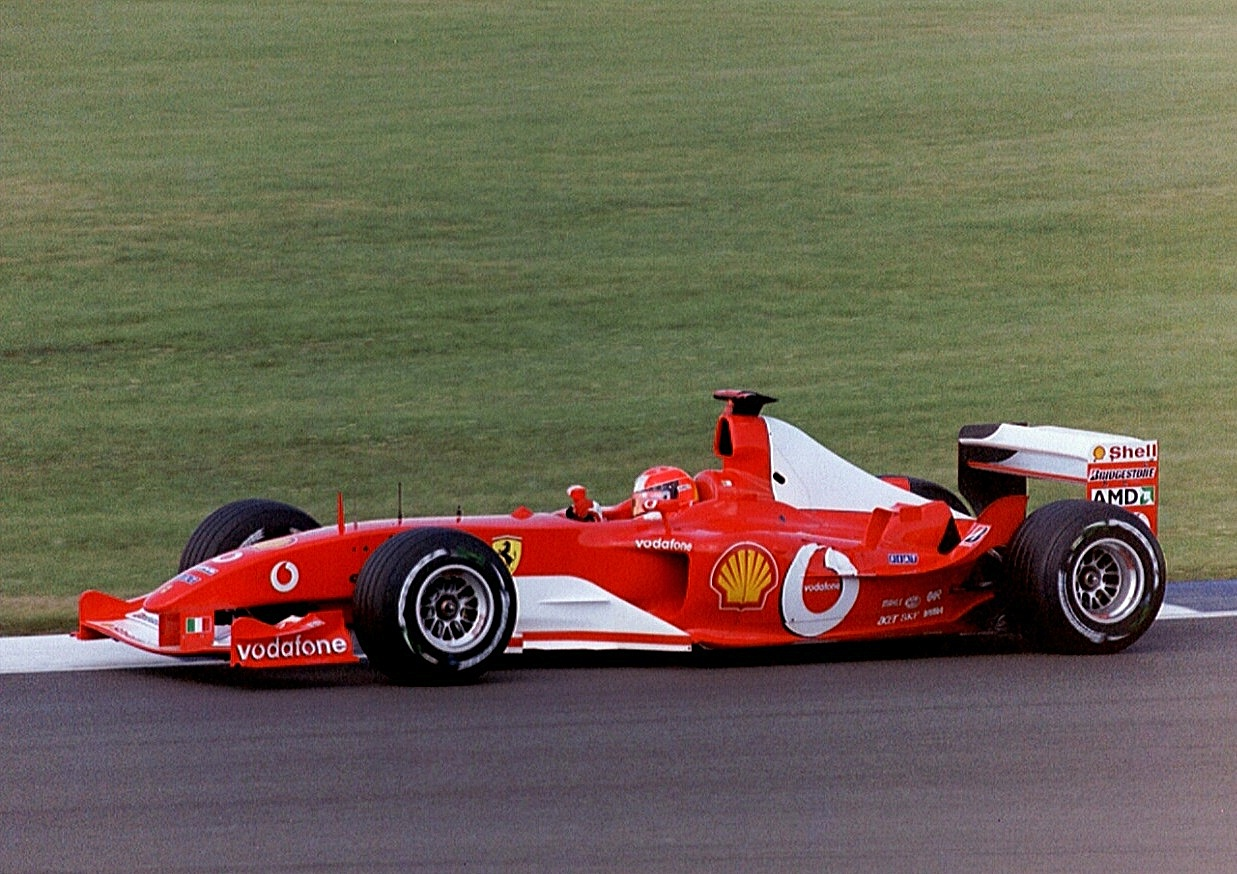
La McLaren MP4-18 doit permettre à Kimi Räikkönen et David Coulthard de battre la Ferrari F2003-GA, utilisée par l'écurie italienne pour défendre ses titres pilote et constructeur détenus respectivement depuis 2000 et 1999.

La McLaren MP4-18, conçue par Adrian Newey, Mike Coughlan et Neil Oatley, est testée dans la soufflerie du McLaren Technology Centre, à Woking et les données recueillies prédisent des performances meilleures que celles de la MP4-17D. Considérée par Newey comme étant « la voiture sur laquelle il a fait le plus de recherches que toute autre sur laquelle il a travaillé », elle est dotée d'un châssis monocoque composée d'un mélange de fibre de carbone et d'aluminium,.
La monoplace, dont le concept est considéré comme « radical et révolutionnaire » par les observateurs, présente une aérodynamique soignée, ce point étant le principal axe d'innovation : son châssis, plus court que sa devancière, dispose de pontons très étroits inspirés des monoplaces développées par Newey pour l'écurie Leyton House Racing à la fin des années 1980, et d'un centre de gravité plus bas. La MP4-18 arbore un museau plus court et plus bas, touchant presque un aileron avant dont la forme ondulée permet de rediriger le flux d'air sans créer de perturbations au niveau du nez de la voiture. Ce museau très effilé suscite l'interrogation des observateurs qui doutent que cette architecture passe les crash tests d'homologation imposés par la Fédération internationale de l'automobile. La MP4-18 possède un train arrière plus étroit ainsi qu'une forme dorsale étroite vers le capot moteur. Les extrémités des tuyaux d'échappements sont positionnés à l'intérieur du diffuseur arrière afin de générer davantage d'appui lors des accélérations. L'inconvénient de cette solution est que l'appui diminue fortement lors des phases de freinage,,,. Le cockpit innove par son absence de pare-brise et de coussinets de protection tandis que l'avant de la carrosserie à ce niveau de la voiture a également été retiré afin d'obtenir un gain aérodynamique.
La MP4-18 est mue par un moteur V10 Mercedes-Benz FO 110P de trois litres conçu en partenariat avec Ilmor, placé bas afin d'abaisser son centre de gravité. Ce bloc de dix cylindres ouvert à 90 degrés d'une cylindrée de 2 998 cm3 développe 850 chevaux à 18 500 tours par minute,. McLaren développe également en interne deux boîtes de vitesses séquentielles à six vitesses : la première est inspirée de celle de la MP4-17D, l'autre, dédiée exclusivement à la MP4-18, est faite en fibre de carbone et en titane, la rendant plus légère mais aussi plus fragile aux températures élevées. Son développement dure plus de six mois,,.
Les suspensions de la MP4-18 adoptent une structure classique avec des triangles supérieurs moulés en fibre de carbone dotés d'amortisseurs actionnés par des poussoirs. La monoplace, dont l'électronique est gérée par McLaren Electronic Systems, possède des disques de frein en carbone tandis que les roues sont fournies par Enkei et les pneumatiques par Michelin. La MP4-18 a été conçue pour optimiser les performances du manufacturier français qui équipe l'écurie britannique depuis 2001, les McLaren MP4-16, MP4-17 et MP4-17D étant développées pour fonctionner également avec des pneumatiques Bridgestone, l'ancien fournisseur de McLaren. Ainsi, la MP4-18 utilise un angle de carrossage permettant de présenter au sol le pneumatique de façon optimale. Le moteur est alimenté et lubrifié par des produits de la société Mobil,,.
Adrian Newey explique que la MP4-18, issue d'une feuille blanche, a nécessité près d'un an de recherche et développement et que sa conception, débutée en juin 2002, s'est achevée en février 2003, après neuf révisions de sa fiche technique. Selon lui, la monoplace aurait pu être prête plus rapidement si la Fédération internationale de l’automobile avait clarifié plus tôt les changements de réglementation pour la saison 2003,. Malgré son caractère innovant, le directeur technique de McLaren assure que le développement de la MP4-18 poursuit des objectifs classiques : abaisser le centre de gravité de la voiture, améliorer son aérodynamisme et sa tenue de route afin de la rendre plus rapide dans les virages. Newey estime que de nombreuses innovations de la MP4-18 seront reprises par les écuries concurrentes au fil des mois.

## Choix des pilotes

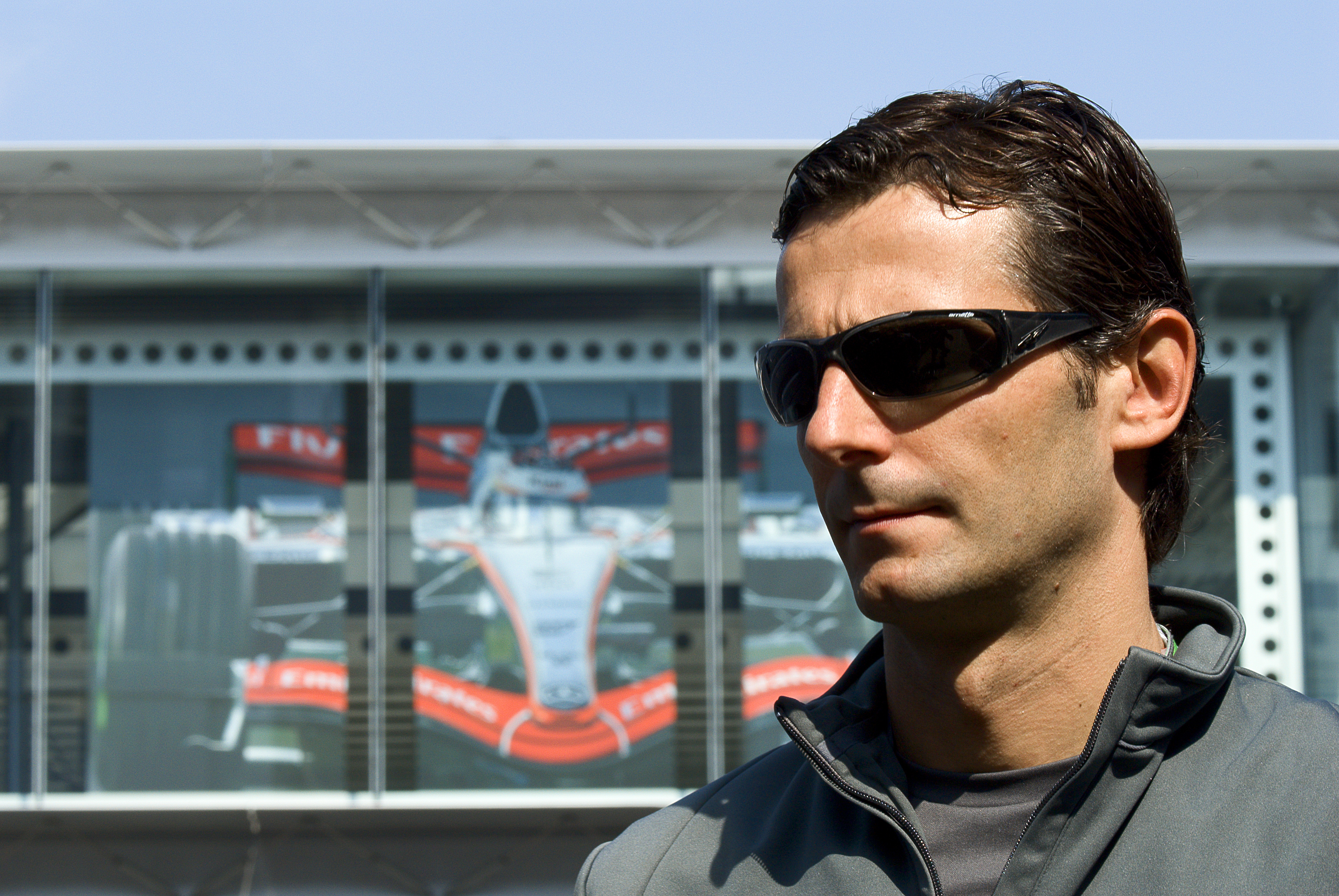
L'Espagnol Pedro de la Rosa (ici en 2006) rejoint McLaren en qualité de pilote essayeur.

La McLaren MP4-18 est confiée au Britannique David Coulthard, présent chez McLaren depuis 1996, et au Finlandais Kimi Räikkönen qui effectue sa troisième saison en Formule 1. Ce dernier, arrivé dans l'écurie britannique en 2002, a impressionné par ses performances en qualifications où il a battu son expérimenté coéquipier à dix reprises en dix-sept Grands Prix, même si Coulthard a remporté le Grand Prix de Monaco et marqué plus de points au championnat. Pour le triple champion du monde Niki Lauda, patron de Jaguar Racing, Kimi Räikkönen met Coulthard sous pression et pourrait se montrer plus performant que le Britannique en 2003. Ron Dennis assure pour sa part que son duo de pilotes est bien équilibré, notamment grâce à la grande expérience qu'apporte Coulthard,. Ce dernier s'est entouré d'un nouveau préparateur physique, ancien militaire, afin d'améliorer sa forme physique.
La MP4-18 est également testée par les pilotes-essayeurs de l'écurie. Le troisième pilote, l'Autrichien Alexander Wurz, auteur de quatre saisons en Formule 1 entre 1997 et 2000 avec Benetton Formula, limogé pour ses piètres performances face à Giancarlo Fisichella et remplacé par Jenson Button, rejoint McLaren en octobre 2000,. Il est épaulé, à partir de 2003, par l'Espagnol Pedro de la Rosa, auteur de 65 départs en Grand Prix depuis 1999. Limogé par Jaguar Racing à l'issue de la saison 2002 et sans place de titulaire dans une autre écurie, il désirait intégrer une équipe de pointe en tant que pilote d'essai. Fort de contacts privilégiés avec McLaren (son agent étant Julian Jakobi qui a géré la carrière d'Ayrton Senna), De la Rosa contacte Martin Whitmarsh, arguant que l'écurie britannique n'a qu'un seul pilote-essayeur, contrairement à Felipe Massa et Luca Badoer chez Ferrari. En janvier 2003, invité à visiter l'usine de McLaren, basée à Woking au Royaume-Uni, il rencontre Whitmarsh et Dave Ryan dans le cadre de son entretien d'embauche. Après un premier test concluant à Jerez, Pedro de la Rosa signe, en avril, son contrat de pilote-essayeur ; il est notamment chargé de tester la MP4-18 en simulateur, un travail délicat puisque de nombreux pilotes, dont Wurz, souffrent du mal du simulateur. À l'aise dans cette tâche, il gagne rapidement la considération des ingénieurs de l'écurie,,,.

## Essais de développement

### Un déverminage réussi pour une monoplace au concept extrême

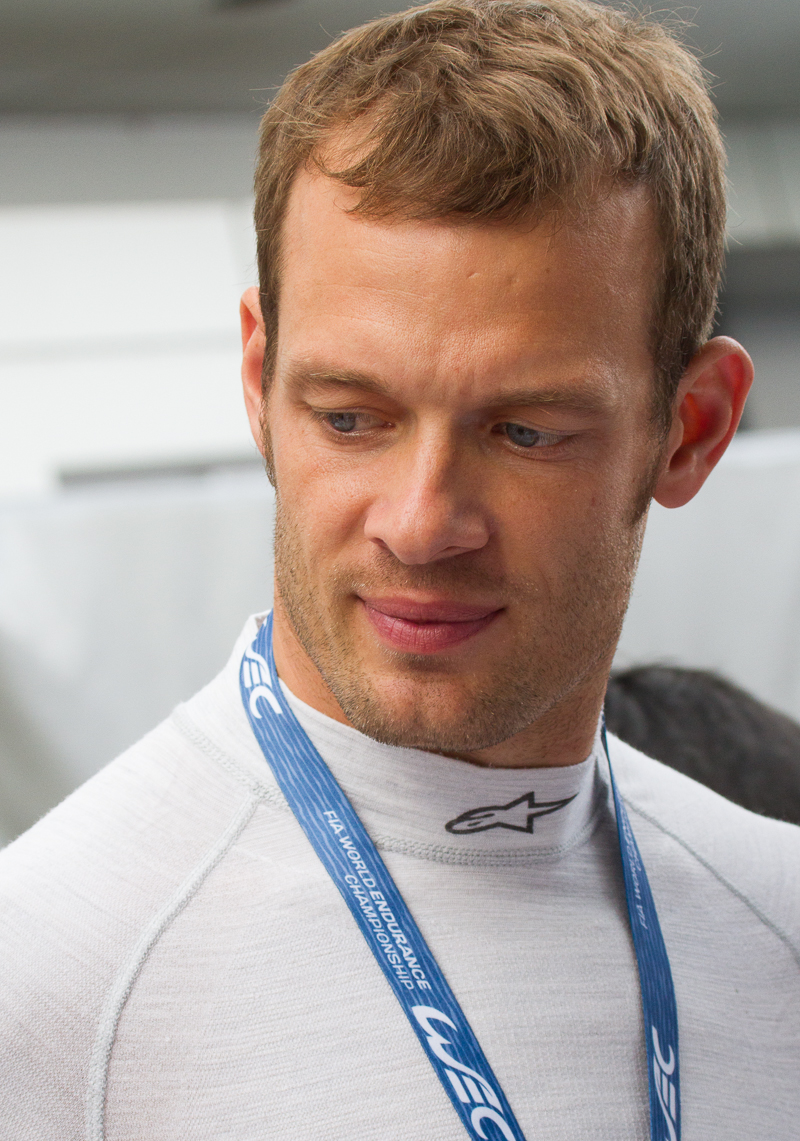
Alexander Wurz (ici en 2012) est le premier pilote à tester la McLaren MP4-18.

Le 21 mai, Alexander Wurz effectue le déverminage de la MP4-18 sur la version courte du circuit Paul-Ricard, en France ; il parcourt dix-sept tours et réalise son meilleur temps en 1 min 16 s 118. De leur côté, Kimi Räikkönen et David Coulthard, qui participent à une séance d'essais privés sur ce circuit, testent la MP4-17D, le Finlandais tournant en 1 min 11 s 255,. Le lendemain, après une première journée où la nouvelle voiture n'a connu aucun problème, le pilote autrichien poursuit les essais de vérification des composants et de l'aérodynamisme de la MP4-18. Wurz boucle dix tours et tourne en 1 min 14 s 620 tandis que David Coulthard effectue son meilleur temps avec la MP4-17D en 1 min 10 s 815. Enfin, le 23 mai, Wurz teste la MP4-18 sur trente tours de la version longue du circuit et réalise le deuxième meilleur temps de la séance en 1 min 33 s 562, à 1,2 seconde de la meilleure performance de la journée établie par le Colombien Juan Pablo Montoya (Williams F1 Team). Pedro de la Rosa tourne en 1 min 34 s 102 à bord de la MP4-17D.
À l'issue de ces premiers essais, Martin Whitmarsh annonce que la MP4-18 devrait être engagée pour le Grand Prix d'Europe, sur le Nürburgring, à la fin juin. S'il juge cet objectif « réalisable », Whitmarsh explique que les séances de déverminage ont révélé quelques problèmes techniques mineurs et que « [l]a MP4-18, par son caractère extrême et les moyens financiers mis à la disposition de son développement, représente la monoplace dont les risques techniques sont les plus importants depuis les quinze dernières voitures produites par McLaren ».

### Une monoplace peu fiable et en échec lors descrash-tests

#### Accident de Räikkönen à Barcelone, vers un report de la MP4-18 pour le Grand Prix de Grande-Bretagne

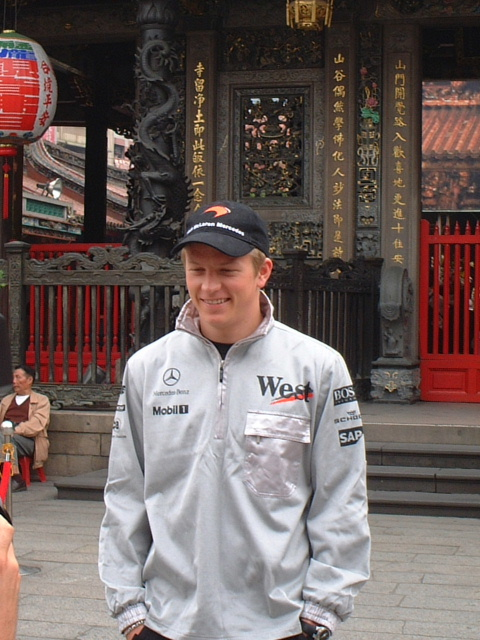
Kimi Räikkönen (ici en 2002) est le premier titulaire à essayer la McLaren MP4-18.

Les 4, 5 et 6 juin, juste après le Grand Prix de Monaco, les pilotes titulaires Kimi Räikkönen et David Coulthard essaient la MP4-18 à huis clos sur le circuit de Barcelone en Espagne ; McLaren ne communique pas sur les performances réelles de la monoplace lors de ces tests. Le premier jour, le Finlandais teste seul la MP4-18 et « apprécie » son comportement, expliquant que « ça allait de mieux en mieux » au fil de la séance. Le lendemain, Coulthard le rejoint en piste au volant d'une deuxième MP4-18. Au terme d'une séance « réussie » lors de laquelle les deux pilotes ont bouclé de nombreux tours, le Britannique donne son ressenti au sujet du nouveau châssis, qui « s'est bien comporté » et qu'il considère comme « fantastique ». 
Néanmoins, la session est marquée par la sortie de piste de Räikkönen dans le dernier virage du circuit de Barcelone, où il perd le contrôle de la voiture après avoir mordu l'herbe avec une roue ; il souffre d'une égratignure au genou tandis que la MP4-18 est réparée à temps pour le dernier jour d'essais,,.
Si la rapidité de la MP4-18 ne semble faire aucun doute, au point que Räikkönen, qui mène alors le championnat du monde des pilotes avec quatre points d'avance sur Michael Schumacher, a « hâte de la piloter » en course, la fiabilité et l’approvisionnement en pièces de rechange inquiètent les dirigeants de McLaren (alors en tête du classement des constructeurs avec deux longueurs d'avance sur la Scuderia Ferrari), qui envisagent de reporter son entrée en course pour le Grand Prix de Grande-Bretagne prévu le 20 juillet ; ce report s'explique par le fait qu'il n'y a qu'une semaine d'intervalle entre le Grand Prix d'Europe et la manche française, ce qui pose des problèmes logistiques,,. Ainsi, Norbert Haug, le patron de Mercedes-Benz Motorsport, décrit la MP4-18 comme ayant « beaucoup de potentiel » mais elle doit être davantage développée pour être « totalement fiable ».

#### Accident de Wurz à Jerez: vers un report pour le Grand Prix d'Italie?

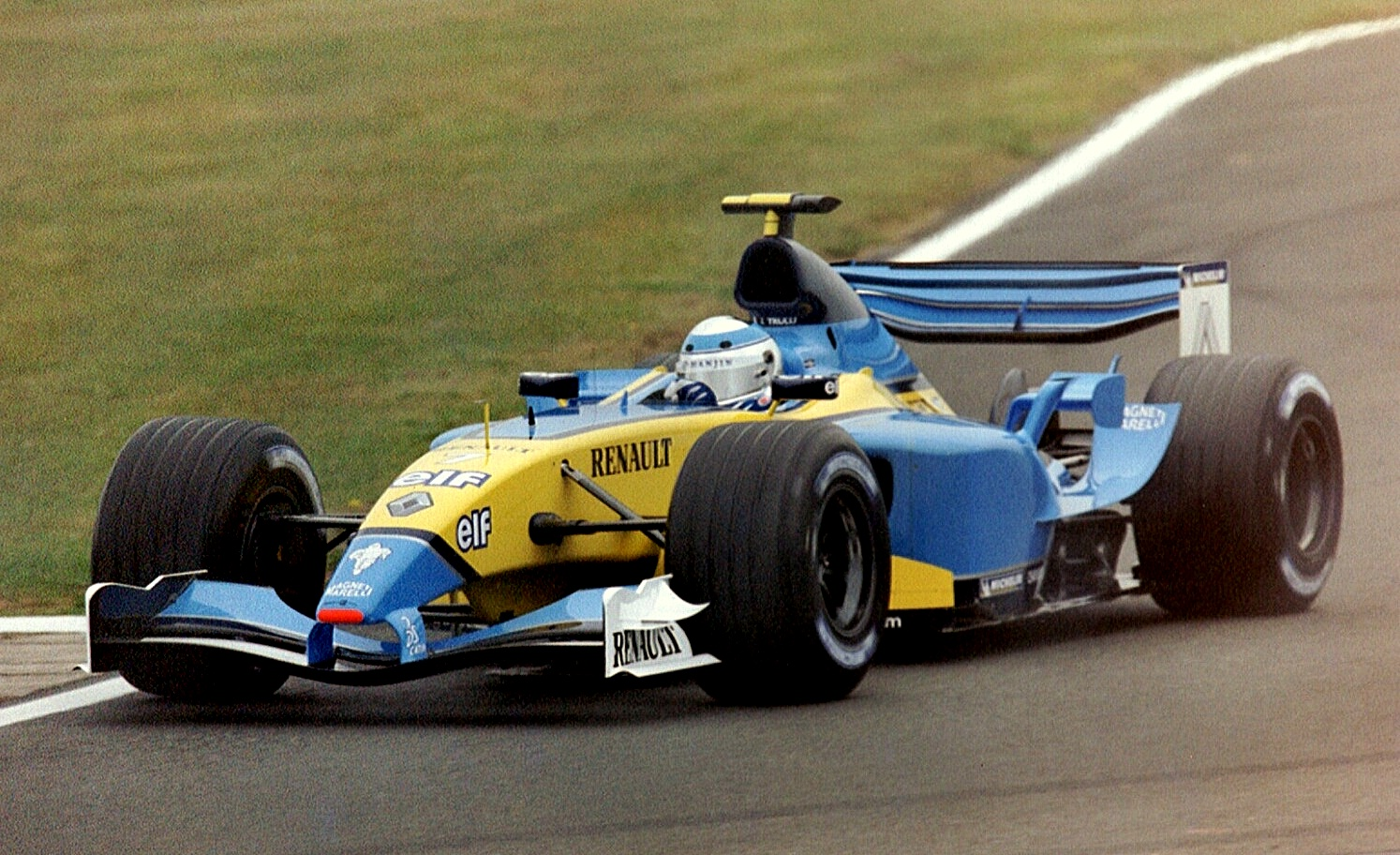
Lors des essais de Jerez en juin, la McLaren MP4-18 semble pouvoir rivaliser avec la Renault R23, une monoplace de milieu de grille.

Deux semaines plus tard, juste après le Grand Prix du Canada, McLaren participe, du 17 au 20 juin, à une session d'essais sur le circuit de Jerez, en Espagne. Le premier jour, Alexander Wurz, au volant de la MP4-18, effectue le cinquième et dernier temps de la journée, en 1 min 21 s 928, à 2,2 secondes du meilleur temps établi par Kimi Räikkönen sur la McLaren MP4-17D. Victime d'un accident, l'Autrichien ne réalise que quatorze tours. Examiné au centre médical du circuit, il ne lui est diagnostiqué que quelques ecchymoses mais le châssis est endommagé et inutilisable pour le restant des essais. Dans un communiqué, l'écurie britannique explique que cet accident ne remet pas en cause le développement et l'engagement en course de la monoplace,. Le lendemain, le Finlandais prend le volant du deuxième châssis MP4-18 apporté à Jerez mais ne boucle que vingt tours, sa journée étant interrompue par une rupture de boîte de vitesses. Auteur du troisième temps de la séance, en 1 min 20 s 677, à vingt-cinq centièmes de seconde du meilleur temps établi par Fernando Alonso (Renault F1 Team), il améliore de plus d'une seconde la performance de la veille et devance d'une demi-seconde la MP4-17D de David Coulthard,,. Pour la troisième journée, le Britannique se voit confier la MP4-18 avec laquelle il réalise seize tours et tourne en 1 min 21 s 708, obtenant le cinquième temps à 1,7 seconde de Räikkönen, au volant de la MP4-17D,. Enfin, pour le dernier jour d'essai, Alexander Wurz remonte à bord de la MP4-18 avec laquelle il parcourt 63 tours et réalise un meilleur temps en 1 min 19 s 885, à 177 millièmes de seconde de David Coulthard, qui a repris la MP4-17D,.
Les problèmes rencontrés sur la MP4-18 lors des essais à Barcelone, puis à Jerez convainquent les dirigeants de McLaren de repousser son introduction en course au Grand Prix de Grande-Bretagne, au plus tôt. Un porte-parole de l'écurie britannique déclare : « Il est impératif que nous ne mettions pas en péril notre championnat en introduisant une voiture qui n'a pas été suffisamment développée pour atteindre le niveau de fiabilité requis. » Il est aussi évoqué que McLaren pourrait ne confier la MP4-18 qu'à David Coulthard, Kimi Räikkönen, alors deuxième du championnat des pilotes avec trois points de retard sur Michael Schumacher et seul pilote de l'écurie encore capable de lutter pour le titre mondial, ne la récupérant que lorsqu'elle serait pleinement opérationnelle pour ne pas compromettre ses chances,,. 
McLaren pourrait encore repousser l'arrivée de la MP4-18 au Grand Prix d'Italie, l'antépénultième manche de la saison, si celle-ci connaît encore des problèmes lors des essais au début du mois de juillet, sur le circuit de Barcelone.

#### Échec au premiercrash-test: vers un report d'ici 2004?

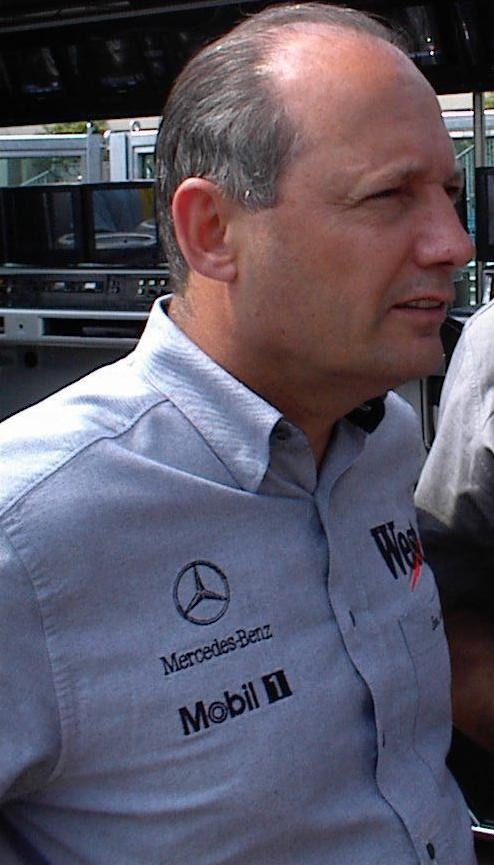
Le président de McLaren, Ron Dennis (ici en 2000), émet rapidement des doutes quant à un éventuel engagement en course de la MP4-18.

Les rumeurs sur l'engagement de la MP4-18 pour la manche italienne prennent de l'ampleur lorsque, quelques jours seulement après l'annonce du report de son introduction en course pour la manche britannique, un communiqué de McLaren révèle que la nouvelle voiture a échoué au crash-test de la Fédération internationale de l'automobile. Cet échec interdit son engagement tant qu'elle n'a pas repassé avec succès un nouveau crash-test, ce dont est convaincu l'écurie britannique qui rappelle que le développement de sa monoplace est poussée à la « limite ». S'il n'est pas rare que les monoplaces de Formule 1 manquent leur premier crash-test puisque les concepteurs cherchent à produire un châssis aussi léger que possible, les observateurs font le pari que la MP4-18 pourrait ne pas être engagée avant le premier Grand Prix du championnat 2004, en Australie,.
Fin juin, Ron Dennis, qui dénonce la pression mise par les médias, réaffirme sa volonté de faire courir la MP4-18 dès le Grand Prix de Grande-Bretagne mais laisse entendre également qu'elle pourrait n'être engagée qu'à partir de 2004 si les essais de Barcelone ne donnent pas satisfaction : « Nous avons certainement besoin d'une nouvelle voiture pour gagner l'année prochaine. La grande question est de savoir si nous en avons besoin pour gagner cette année. » En effet, si la MP4-18 est « meilleure » que la MP4-17D, cette dernière n'en reste pas moins « très compétitive ». En outre, dans le cadre de la pause estivale, McLaren ne peut pas tester sa monoplace entre la manche britannique, le 20 juillet et le Grand Prix de Hongrie, le 24 août, ce qui perturbe la volonté de l'écurie de tester davantage sa voiture. Le patron de McLaren annonce que le développement de la McLaren MP4-19 pour la saison 2004 est finalement à l'étude,.
À l'issue du Grand Prix de France, dixième manche du championnat, le 6 juillet, Ron Dennis annonce que la MP4-18 ne sera pas engagée pour le Grand Prix de Grande-Bretagne et assure que la MP4-17D est encore « capable de gagner des courses ».

#### Une MP4-18 rapide mais peu fiable aux essais de Barcelone en juillet

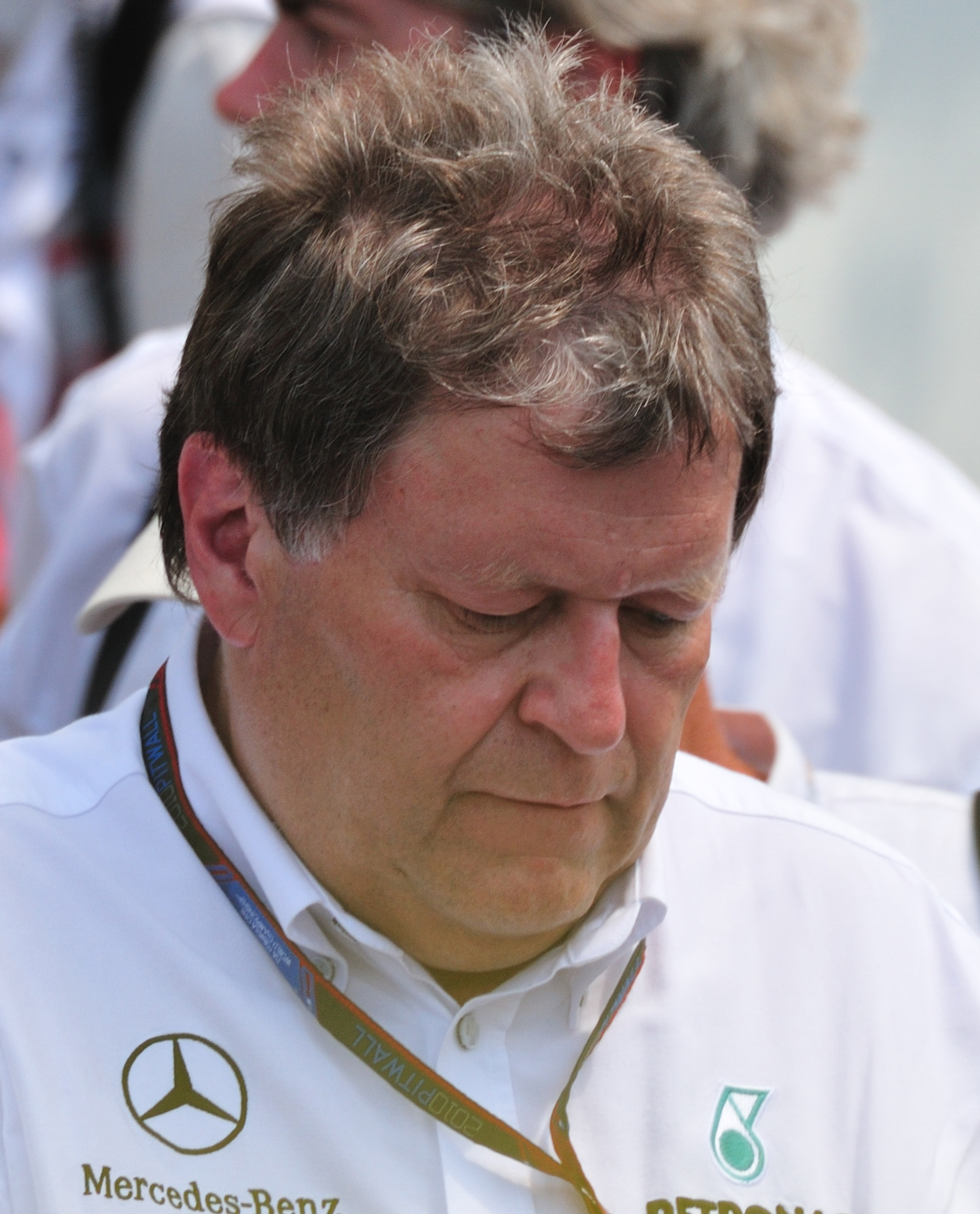
Dès juillet 2003, Norbert Haug, le vice-président de Mercedes-Benz Motorsport, laisse entendre que la MP4-18 sert de base à la future MP4-19 de 2004.

La MP4-18 effectue, sur le circuit de Barcelone entre le 8 et le 11 juillet, une session de quatre journées d'essais « cruciales » pour son engagement en championnat. Le premier jour, l'Espagnol Pedro de la Rosa, qui essaie la monoplace pour la première fois, réalise quarante-deux tours et obtient le cinquième temps, en 1 min 20 s 291, devancé par la Ferrari F2003-GA de Luca Badoer, la Williams FW25 de Marc Gené, la Sauber C22 de Heinz-Harald Frentzen et la Toyota TF103 de Cristiano da Matta pour une à deux secondes. De la Rosa nuance cette performance en expliquant qu'il ne s'agissait pour lui que d'un déverminage. L'Autrichien Alexander Wurz teste de son côté le troisième châssis MP4-18 nouvellement assemblé par McLaren mais ne fait que sept tours, non chronométrés,. Le lendemain, alors que neuf équipes et quatorze pilotes participent à la séance d'essais, l'Espagnol effectue trente-huit tours et tourne en 1 min 19 s 933 tandis que l'Autrichien, auteur de trente-deux tours, réalise sa meilleure performance en 1 min 20 s 211. La MP4-18, reléguée en fond de classement, rend 1,1 seconde à la MP4-17D de Kimi Räikkönen qui obtient le quatrième temps de la journée et réalise quatre-vingt-trois tours. La troisième journée, Wurz ne boucle que sept tours, le meilleur en seulement 1 min 28 s 486 tandis que, sur l'autre MP4-18, David Coulthard qui remplace de la Rosa, réalise quarante-cinq tours et tourne en 1 min 20 s 078. Toujours dernière de la feuille des temps, la MP4-18 est plus lente de 1,3 seconde que la MP4-17D de Räikkönen qui a bouclé 111 tours,.
La nouvelle monoplace de McLaren révèle son potentiel de rapidité lors de la dernière journée puisque Wurz boucle cinquante-huit tours et réalise le meilleur temps de la semaine, en 1 min 17 s 616, devançant de sept dixièmes de seconde la Ferrari F2003-GA de Badoer et d'une seconde la MP4-17D de Coulthard qui boucle 129 tours. Les observateurs suspectent cependant l'Autrichien d'avoir tourné avec un réservoir vide pour réaliser une performance capable de satisfaire les partenaires de McLaren. De son côté, Kimi Räikkönen évolue en 1 min 18 s 973 et ne réalise que vingt-huit tours, sa MP4-18 étant victime d'un problème mécanique le matin puis d'un tête-à-queue l'après-midi,.
À l'issue des essais, Norbert Haug, le vice-président de Mercedes-Benz Motorsport, annonce officiellement que la MP4-18, dont les problèmes proviennent principalement du refroidissement du moteur V10 Mercedes-Benz, ne fera pas ses débuts en compétition avant le Grand Prix d'Italie, en septembre. Haug déclare : « Les chances que la voiture soit présentée cette année sont bonnes et la MP4/18 représente de toute façon une base parfaite pour la voiture de l'année prochaine. Peu importe qu'elle s'appelle MP4/18 ou 19. Nous n'avons pas gaspillé de l'argent. Ce n'est pas un projet raté mais plutôt le projet de l'avenir. Nous en récolterons les fruits. Il n'y a pas d'inquiétude ni de panique ici ». Il rappelle enfin que l'ancienne MP4-17D est capable de rivaliser avec la Ferrari F2003-GA pour les titres de champion du monde des pilotes et des constructeurs,,. 
À ce stade de la saison, après la dixième manche disputée en France, McLaren est troisième du championnat du monde des constructeurs avec 15 points de retard sur Williams F1 Team et 18 sur la Scuderia Ferrari, tandis que Räikkönen, deuxième du classement des pilotes, accuse huit points de retard sur Michael Schumacher.

#### Deuxième échec aucrash-testd'homologation de la FIA

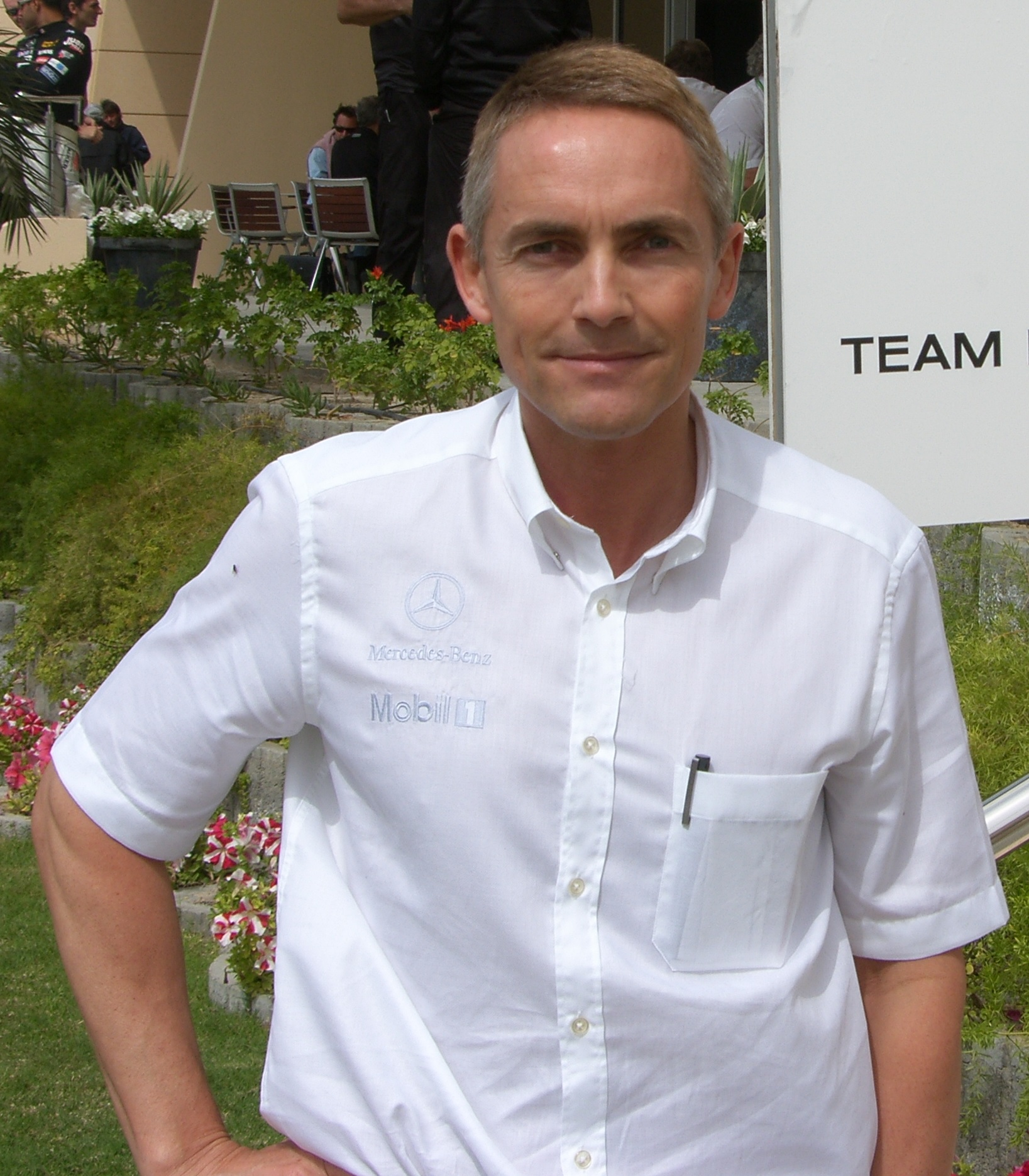
Martin Whitmarsh, le directeur général de McLaren, confirme la persistance des problèmes de fiabilité de la MP4-18 après son second échec lors des crash-tests d'homologation de la FIA.

En marge du Grand Prix de Grande-Bretagne, Martin Whitmarsh révèle que la McLaren MP4-18 a échoué lors du second essai au crash-test d'homologation de la Fédération internationale de l'automobile. La MP4-18 réussit tous les tests sauf le choc latéral, l'une des quatre structures composant les côtés de la monoplace absorbant 35,1 % de l'énergie du choc, dépassant de 0,1 % la limite imposée. La cellule de survie de la MP4-18 a, en revanche, totalement résisté,.
Le directeur général de McLaren admet finalement que la MP4-18 est une monoplace « rapide mais qui n'a pas la fiabilité suffisante pour être alignée en course et marquer plus de points que la MP4-17D », d'autant qu'elle souffre de nombreux problèmes mineurs de fiabilité qui doivent être corrigés. Ces problèmes sont accentués par le fait que la MP4-18 dispose de peu de pièces de rechange. Il ajoute que l'ancienne monoplace, qui a plus de potentiel que l'écurie ne l'aurait imaginée, bénéficie du programme de développement de la MP4-18. Une décision sur l'engagement de cette dernière en course sera prise à l'issue des essais privés menés en marge du Grand Prix d'Italie.

### Abandon de la monoplace

#### McLaren conserve la MP4-17D jusqu'à la fin de la saison
À l'issue du Grand Prix de Hongrie, organisé à la fin août après la pause estivale, Kimi Räikkönen est troisième du championnat du monde des pilotes avec deux points de retard sur Michael Schumacher tandis que McLaren Racing, troisième du classement des constructeurs, est à quatorze longueurs de Williams F1 Team, alors en tête.
Ron Dennis, qui n'a jamais caché que le lancement de la MP4-18 dépendrait de la situation de son pilote et de son équipe au championnat, décide alors de conserver la McLaren MP4-17D pour les trois dernières manches de la saison, considérant que l'engagement de la nouvelle voiture est trop risqué,.
La MP4-18 n'est alors pas utilisée lors des essais privés en marge de la manche italienne, bien que Pedro de la Rosa la teste, seul, sur le circuit de Jerez, en Espagne. Dennis avoue que la MP4-17D, qui est une version très évoluée de la MP4-17 de 2002, aurait dû être baptisée MP4-18 afin de réduire l'emballement médiatique autour du lancement de la nouvelle voiture.

#### Derniers tours de piste à Silverstone avant l'arrivée de la MP4-19
Le 30 septembre, McLaren utilise pour la dernière fois la MP4-18 lors d'essais privés organisés sur le circuit de Silverstone. À son volant, Alexander Wurz, rapidement victime d'un problème mécanique, ne fait que vingt tours mais réalise un temps en 1 min 22 s 803, à 1,6 seconde de la pole position de Rubens Barrichello sur Ferrari F2003-GA lors du Grand Prix de Grande-Bretagne qui s'est tenu en juillet,,. Le lendemain, Pedro de la Rosa prend le relais mais aucun temps n'est communiqué, même si les observateurs jugent que ses performances sont modestes.
Peu après ces essais, Ron Dennis annonce que la McLaren MP4-19, qui doit être alignée en course en 2004, fera ses premiers tours de roue avant la fin de l’année 2003. Il fait également le bilan de la MP4-18 : « La 18 a porté une quantité significative d'innovations mais il avait quelques problèmes. Le premier problème était un problème de refroidissement à cause du profil très resserré de la voiture. Les problèmes structurels n'étaient pas très significatifs et n'auraient jamais empêché la voiture de disputer une course. »
En 2006, Adrian Newey révèle qu'il a sérieusement réfléchi à prendre sa retraite à l'issue de la saison 2003 car il s'est montré déçu de la situation dans laquelle la MP4-18 a mis McLaren : si celle-ci a servi de base à la MP4-19, cette dernière a conservé les mêmes défaillances inhérentes au refroidissement du moteur, contraignant l'écurie à concevoir une version B dès le début du championnat.

## Devenir des monoplaces
Quatre exemplaires de la McLaren MP4-18 ont été construits mais le quatrième châssis n'a jamais roulé. Un châssis serait détenu à Stuttgart par Mercedes-Benz tandis que les autres modèles seraient conservés dans le McLaren Technology Centre à Woking. Néanmoins, lors d'une visite de l'usine, des journalistes n'ont pu voir que des MP4-18 à moitié recouvertes d'une bâche afin d'éviter qu'elles soient photographiées en détail.
Le concept de la MP4-18 est repris par les MP4-19, MP4-20, MP4-21, MP4-22 et MP4-23. Cette dernière permet au Britannique Lewis Hamilton de remporter le championnat du monde des pilotes en 2008.